# (185639) Rainerkling
(185639) Rainerkling est un astéroïde de la ceinture principale.

## Description
(185639) Rainerkling est un astéroïde de la ceinture principale. Il fut découvert le 2 mars 2008 à La Sagra par l'Observatoire astronomique de Majorque. Il présente une orbite caractérisée par un demi-grand axe de 2,24 UA, une excentricité de 0,10 et une inclinaison de 2,1° par rapport à l'écliptique.
Il est nommé d'après l'astronome allemand Rainer Kling.

## Compléments